# سسک-چرخ‌ریسک کاکل‌دار
سسک-چرخ‌ریسک کاکل‌دار (نام علمی: Leptopoecile elegans) یک گونه از پرندگان خانوادهٔ چرخ‌ریسکان دم‌دراز است و در چین و احتمالاً هند یافت می‌شود. زیستگاه طبیعی آن جنگل شمالی است. معمولاً یک ته‌مایهٔ قرمز و کمی آبی روی یا نزدیک بال‌هایش دارد. دم به رنگ سبز زمردی است.